# THE SKA-PHONICS
THE SKA-PHONICS（スキャフォニックス、通称スキャフォニ）は九州・大分出身のスカバンドである。　2002年12月 結成。2003年3月には現在のバンド名に決まり、2003年5月31日の 1st ライブ以降、地元大分を中心に活動を続けている。

## 来歴
2002年12月結成。
数々のメンバーチェンジを繰り返しながら現在のメンバーとなり活動中。
オーセンティックを基本にはしているが、それだけにはとどまらないスカパンク、ロックも取り入れた独自のスキャフォニサウンドを展開している。
2007年にはDown Beat Rulerに出演、スカフレイムスやOi-SKALL MATESと共演。

## メンバー
- ETO TOSHIHISA : percussions/leader
- MIURA CHIEKO : drums
- ONO TAKAHIRO : trumpet
- HAYASHI TAKASHI : tenor sax
- NAGANO KANAKO : trombone
- MATSUDA YUSAKU : basses
- KOTANI POISAKU : guitars
- GOTOH TAKAYA : keyboards
- SAKUMA TOMOKAZU :  Master of Ceremony
- SHIRASAKＡ YURI  : baliton sax
- KIHARA YURI   : vocal

## ディスコグラフィー
1st Demo and live (2005年7月)

## 主なライブ歴
地元ライブハウスでのSKA-TA-NIGHTや毎年夏のジャマイカ村の出演は恒例となっている。
- 2003年5月 「SKA-TA-NIGHT Vol.1」（大分 オールディーズ）
- 2003年11月 「SKA-TA-NIGHT Vol.2」（大分 オールディーズ）
- 2003年6月 「SKA-TA-NIGHT Vol.3」（大分 Gaucho）
- 2004年7月 「ジャマイカ村 Vol.8」（院内町）
- 2005年1月 「SKA-TA-NIGHT Vol.4」（大分 Gaucho）
- 2005年7月 「ジャマイカ村 Vol.9」（院内町）
- 2005年9月 「SKA-TA-NIGHT 番外編」（大分 かんたん倶楽部）
- 2005年10月 「FAR WEST DONKEY Vol.3」（福岡 ROOMS）
- 2006年6月 「SKA-TA-NIGHT Vol.5」（大分 Gaucho）
- 2006年7月 「ジャマイカ村 Vol.10」（宇佐市院内）
- 2006年10月 The Little Elephant "second fruits"リリースパーティー第1段（大分 Gaucho）
- 2006年10月 The Little Elephant "second fruits"リリースパーティー第2段（福岡 ROOMS）
- 2006年11月 The Little Elephant "second fruits"リリースパーティー第3段（岩国 dub SQUAD）
- 2007年7月 「Down Beat Ruler in FUKUOKA」（福岡 BEAT STATION）
- 2007年7月 「ジャマイカ村 Vol.11」（宇佐市院内）